# リットン調査団

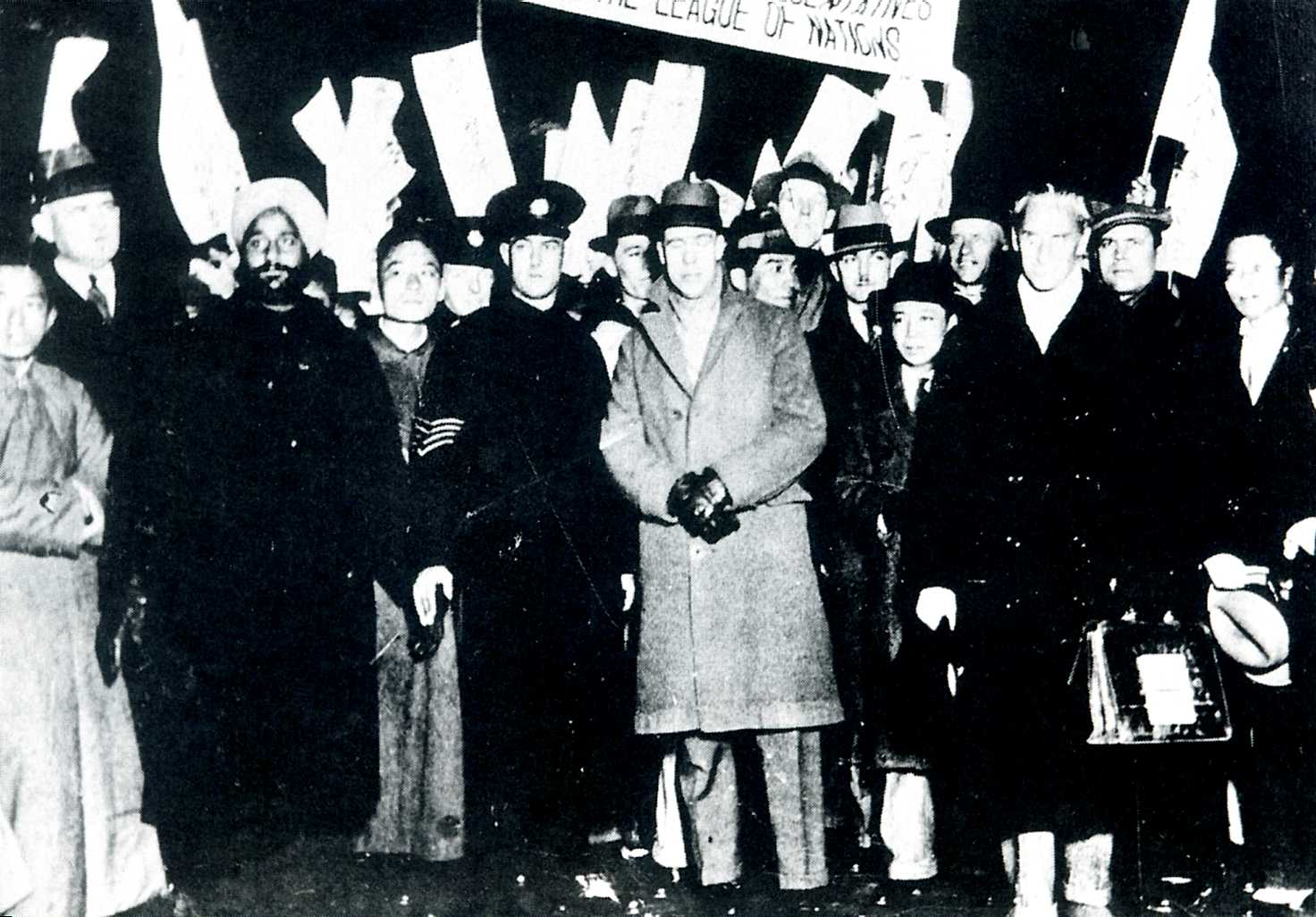
中華民国の上海に到着した国際連盟日支紛争調査委員会調査団一行

リットン調査団（リットンちょうさだん、Lytton Commission）は、国際連盟に設置された調査委員会（正式名称 : 国際連盟日支紛争調査委員会）の通称である。委員長（団長）はイギリスの第2代リットン伯爵ヴィクター・ブルワー＝リットン。

## 概要

### 調査団派遣の経緯

柳条湖付近での満鉄の爆破地点を調査しているリットン調査団。

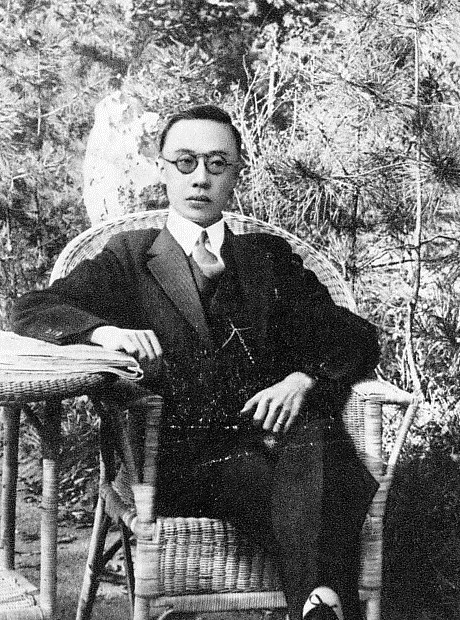
溥儀

1931年9月18日、柳条湖事件が発生し、中華民国国民党政府は、9月19日国際連盟に報告し、9月21日正式に提訴して事実関係の調査を求めた。
同年12月10日国際連盟理事会（以下「理事会」）は「国際連盟日支紛争調査委員会」（リットン調査団、以下「調査団」）の設置を決議する。1932年1月14日、理事会は、委員（リットンら5名）の任命を承認した。同年2月29日、調査団は東京に着いた。日本、中華民国および満洲の調査をおこない、7月4日ふたたび入京した。
1932年3月、国際連盟からリットンを団長とする調査団が派遣され、調査団は3カ月にわたり日本、満洲国、中華民国の各地を調査。10月に理事会に報告書（リットン報告書）を提出した。10月1日、日本政府に報告書を通達し、10月2日に外務省は公表した。

### 調査団の構成
〈委員〉は下記の5名。
- リットン伯爵ヴィクター・ブルワー＝リットン（イギリス）：枢密顧問官・元イギリス領インド帝国臨時総督（ベンガル総督）
- アンリ・クローデル（フランス語版）陸軍中将（フランス）: フランス植民地軍総監
- ヴィアーノ伯爵ルイージ・アルドロヴァンディ・マレスコッティ（イタリア語版）（イタリア）: 外交官
- ハインリッヒ・シュネー（ドイツ）: 国会議員・元ドイツ領東アフリカ総督
- フランク・ロス・マッコイ陸軍少将（アメリカ）

〈参与委員〉
- 吉田伊三郎（日本）： 外交官、駐トルコ大使
- 顧維鈞（中華民国）： 外交官、前外交部長

〈専門家〉
- ジョージ・H・ブレイクスリー（アメリカ）： クラーク大学教授、国務省極東問題顧問
- ヤング博士 ： ニューヨーク世界時事問題研究所

なお、調査に関わる経費は、日本と中華民国の負担とされた。

### 調査団の旅程
調査団は、1932年2月3日フランスの港を出港し、アメリカにわたりマッコイ将軍と合流。その後、太平洋を渡り同年2月29日に横浜港に到着した。東京で日本政府や軍部、実業界などと面会した後中華民国へ向かい、上海、南京、漢口、北京（当時の呼称は北平）などを視察。4月に満洲地域を約1ヶ月間現地調査した後再び日本(東京)を訪問し、報告書の作成を北京で行ない、9月にイギリスに戻った。10月1日、連盟理事会に報告書が提出され、10月2日、世界にも公表された。

## 報告書の内容
正式書名『国際連盟日支紛争調査委員会報告書』（「Report of the Commission of Enquiry into the Sino-Japanese Dispute.」）
1932年10月2日に公表された報告書は序説および全10章からなる。内容は下記のとおり。
- 序説…委員会設置の過程を明らかにする。
- 第1章…支那の最近の発達の概観、すなわち清の没落から説き起こし、共和国の出現、その後の内乱、支那国民党の結成、支那共産党の跋扈を詳述する。
- 第2章…満洲国について述べ、すなわち支那が満洲に無関心であり、満洲の今日の発展は日本の努力による旨を述べ、張作霖および張学良時代の政情から露中紛争等に及ぶ。
- 第3章…日支両国間の満洲に関する諸論点、すなわち日本の満洲における権利を説明し、世界に類例を見ない特殊性を認識し、鉄道、1915年日支条約に基づく商租権その他に関する諸争点、満洲における朝鮮人問題、万宝山事件と朝鮮排華事件、中村大尉事件を解説する。[7]
- 第4章…9月18日当日およびその後満洲で起こった事件を述べ、当時は日中両軍の間に感情が緊張し、日本は万一の敵対行為に対し周到な計画を有し、満鉄線路の爆破を蒙り、迅速かつ的確にこれを実施したが、支那側は攻撃の計画を有しなかった。当夜の日本側の軍事行動は正当防衛の措置と認め得ないが、将校等が自衛のために行動しつつありと考えた（誤想防衛）という仮説を排除し得ないと記し、以後の軍事行動の経過を述べる。
- 第5章…上海事変について2月20日から日本軍撤退までの行動を略記し、領事委員会の補足する。
- 第6章…は満洲国を取扱い、まず新国家の建設段階を述べ、日本の文武官の一団が、独立運動を計画し、組織したものと見なし、自発的独立を否認し、次に現政府の財政、教育、司法、警察、軍隊、金融を考察し、最後に在満支那人は一般に現政府を支持しないと結ぶ。
- 第7章…「日本の経済的利益と支那のボイコット」と称し、支那の態度を不法と認める。
- 第8章…満洲における経済的利益を詳述し、資源および開発に日支両国の親善回復を不可欠とし、実際的見地から門戸開放を希望する。
- 第9章…満洲は世界の他の地域に類例を見ないような特殊事情が多くあるゆえに、この紛争は一国の国境が隣接国の武装軍隊によって侵略されたという簡単な事件ではないことを指摘し、解決の原則および条件を掲げ、原状回復および満洲国の維持を共に否認し
  1. 日支両国の利益に合致すること
  2. ソビエト連邦の利益尊重
  3. 現行の多辺的条約と調和し得ること
  4. 満洲における日本の利益の承認
  5. 日支間における新たな条約関係の設定
  6. 将来の紛争解決について効果的施設をなすこと
  7. 支那の主権および行政的保全と調和する範囲内で満洲に自治を許す
  8. 内部的秩序は能率ある地方的憲兵隊により、外部的侵略に対する安全保障はすべての軍隊の撤退および不侵略条約による
  9. 日支間の経済的提携の促進
  10. 支那の改造に対する国際的協力等を紛争解決の条件とする
- 第10章…上の解決方法を例示的に示すために理事会に対して若干の提議を行ない、日支両国が上の解決を討議することを承認するならば諮問会議を招集すべきこと、ならびにその会議で到達されるべき協定の形態、解決されるべき諸点を説く。すなわち中央政府は満洲に関する宣言書に抵触しない限りでの一般的条約の締結と渉外関係の掌握は留保されるべきこと、税関、郵便、塩税、印紙税、煙草税の事務の管理は中央政府に留保され、税収の配分については諮問会議で決定するべきこと、行政長官の一次任命権は中央政府が留保し中央政府の対外条約の履行を確保するために命令を発する権限があり、その他は諮問会議により決定し他の権能はすべて自治政府に帰属すべきことなどである。また特別憲兵隊は外国人の協力を得て組織し、満洲における唯一の武装団体とするため外国軍隊は全部撤退し、行政長官は外国人顧問を任命し、その大部分を日本人とすべきとした。

### 結論
報告書では、
- もと不毛の荒野であった満洲の住人の大半がいまや支那人でありこれは日本の地域経営の成果である
- この地域の主要勢力であった張作霖はこの地域の独立を志向していたのではなく、あくまで支那の政権であると自認していた
- 支那中央政府の権力が脆弱であり日本人が保護されていない

といった中華民国と満洲国の実情を述べた後、下記のように論じている。
- 柳条湖事件及びその後の日本軍の活動は、自衛的行為とは言い難い。
- 満洲国は、地元住民の自発的な意志による独立とは言い難く、その存在自体が日本軍に支えられている。

と、中華民国側の主張を支持しながらも、
- 満洲に日本が持つ条約上の権益、居住権、商権は尊重されるべきである。国際社会や日本は支那政府の近代化に貢献できるのであり、居留民の安全を目的とした治外法権はその成果により見直せばよい。一方が武力を、他方が「不買運動」という経済的武力や挑発（irritation）を行使している限り、平和は訪れない。

などの日本側への配慮も見られる。

### 紛争解決に向けた提言
また、日支両国の紛争解決に向けて、下記のような提言を行っている。
- 「柳条湖事件以前への回復（支那側の主張）」「満洲国の承認（日本側の主張）」は、いずれも問題解決とはならない。
- 満洲には、支那の主権下に自治政府を樹立する。この自治政権は国際連盟が派遣する外国人顧問の指導の下、充分な行政権を持つものとする。
- 満洲は非武装地帯とし、国際連盟の助言を受けた特別警察機構が治安の維持を担う。
- 日支両国は「不可侵条約」「通商条約」を結ぶ。ソ連がこれに参加を求めるのであれば、別途三国条約を締結する。

## 報告書への各国の反応
この報告により、イギリスやフランス、イタリアをはじめとする連盟各国は「和解の基礎が築かれた」と大きな期待をもった。リットンを長とする委員会は、1932年3 - 6月にわたり日本、満洲国および中華民国を調査し、9月に報告書を提出した。この間の3月1日に満洲国が独立を宣言、中華民国政府は承認しなかったが報告書提出前の9月15日に日本は同国の独立を承認した。
リットン報告書は「柳条湖事件における日本軍の活動は自衛とは認められず、また、満洲国の独立も自発的とはいえない」とした。しかし、「事変前の状態に戻ることは現実的でない」として日本の満洲国における特殊権益を認め、日支間の新条約の締結を勧告したが、この報告書をめぐり日支は対立した。内容的には日本にとって「名を捨て実を取る」ことを公的に許す報告書であったにもかかわらず、報告書の公表前に満洲国を承認し、「満洲国が国際的な承認を得る」という1点だけは譲れない日本はこれに反発した。この報告書への日本側の反論を書いたのが、日本外務省の法律顧問でイギリス人のトマス・バティであった。
1933年2月24日の国際連盟総会では「支日紛争に関する国際連盟特別総会報告書」の採択が付議された。この報告書はリットン調査団報告書を基礎に作成されたものであるが、その結論をすべて採用したわけではなく、満洲の主権については明確に踏み込んだ表現を使用し、法的帰属については争う余地がなく支那にあり、日本が軍事行動をとったことを自衛とは言えないとしたうえで、法律論及び事実の両面から満洲国の分離独立を承認すべきではなく、日本軍が満洲鉄道の鉄道地区まで撤退すべきであるとした。また日本の特殊権益を確認したうえで九カ国条約の原則を維持することを勧告した。
この総会報告書に対する同意確認の結果、賛成42票、反対1票（日本）、棄権1票（シャム＝現タイ）、投票不参加1国（チリ）であり、国際連盟規約15条4項および6項についての条件が成立した。松岡洋右全権率いる日本はこれを不服としてその場で退場し、日本政府は3月8日に脱退を決定（同27日連盟に通告）し、日本国内世論は拍手喝采をもって迎えた。42対1は当時日本で流行語になり語呂合わせで「向こうは死に体でこっちは1番なんだ」等と一部で評された。
なお、シャム（タイ）の棄権は各国代表を驚かせたが、当時の駐シャム公使矢田部保吉が、同国外相に対する再三再四の働きかけによって、「暹羅国ハ東洋ノ一国ナレハ日支両国何レニモ味方シ得ス、又敵トモ為シ得ス仍テ同国代表ハ満洲事変二関スル国際連盟ノ表決ニハ棄権スヘシ」（シャムロ国は東洋の一国なので日本・支那どちらの味方でも敵でもない。よって同国代表は連盟での票決には棄権する）との言質を引き出していたという経緯があった。当時の同国では、1932年の立憲革命によって、対日関係を重視した政権が成立していた上、同国自身、膨張する華僑勢力との民族摩擦という国内問題を抱えており、支那の立場に同情できなかったという事情が指摘されている。

## その後
1933年2月24日の連盟総会では、国際連盟が「公正かつ適当」（国際連盟規約15条4）とした当報告書による勧告において日本軍の自衛行為や満洲国建国の自発性は否認され、同日、リットン報告を基礎とした「支日紛争に関する国際連盟特別総会報告書」の同意確認にもとづき中華民国は連盟規約第16条（経済制裁）の対日適用を要求、また同日午後の総会では日本軍の熱河攻略を取り上げおなじく第16条の制裁適用を要求した。これらの要求は他の代表の沈黙および討議打ち切り宣言により黙殺された。
その後、委員を出していたドイツ（1938年2月承認）やイタリア（1937年11月承認）が最終的には満洲国の国家主権を承認したほか、枢軸国や中立国を中心に十数カ国が承認をした（当時の独立国は今の4分の1程度の60か国程度）。
ただし、ドイツは再軍備に伴いベルサイユ条約を破棄し1935年に既に国際連盟を脱退しており、イタリアもエチオピア侵攻で侵略認定され、1937年12月には連盟脱退する。ポーランド第二共和国は満洲国と1938年10月19日交換公文により相互の最恵国待遇を承認した例外的な国であり、満洲国からは事実上の国家承認とみなされていた。他の承認国について、ソ連の侵略を受けてドイツに頼らざるを得なくなったフィンランドや、独伊のユーゴスラビア侵攻の際に親ドイツ政権として分離独立したクロアチア、内戦時にドイツの義勇軍の支援を受けたスペイン、ドイツ占領下におかれたデンマーク、タイ王国など、日本の友好国や同盟国、同盟国の友好国が大半であった。
その他にも、ドミニカ共和国やエストニア、リトアニアは正式承認しなかったが国書の交換を行った。ソビエト連邦は日ソ中立条約締結時に出された声明書で「満洲帝国ノ領土ノ保全及不可侵」を尊重することを確約し、正式な国交こそ結んでいなかったものの、日本に対しては外交上一定の言辞を与えていたと言える。さらにイギリスやアメリカもフォード・モーターや香港上海銀行などの大企業の支店を満洲国内に設置するなど、国交こそ結んではいなかったものの様々な形で交易を行っていた。